# Elecciones federales de México de 1892
Las elecciones federales de México de 1892 se llevaron a cabo en dos jornadas, las elecciones primarias y las elecciones secundarias,en ellas se eligieron los siguientes cargos de elección popular:
- Presidente de México. Jefe de Estado y de Gobierno, electo por un periodo de cuatro años y por primera vez desde 1876 con posibilidad de reelección inmediata, para cubrir el periodo 1892 - 1896 y del que tomaría posesión el 1 de diciembre de 1892. El candidato electo fue Porfirio Díaz.

## Desarrollo del Proceso Electoral

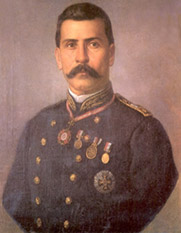
Muchos creían que la reelección era una traición a los principios de la Revolución de Tuxtepec por los cuales se habían luchado en 1876.

Durante el año de 1891 se tiraban por la borda los postulados de la Revolución de Tuxtepec, el Congreso aprueba la reelección presidencial inmediata e indefinida. 
Luego de esto varios hombres como José Yves Limantour y Sóstenes Rocha organizaron la Junta Central Porfirista para apoyar la candidatura del viejo caudillo la cual posteriormente para darle un aspecto más democrático a la contienda pasó a llamarse Unión Liberal.
Por primera vez desde 1884 la noticia fue recibida con frialdad por parte de la sociedad, la cual se oponía a la perpetuidad del Díaz en la presidencia de la república. Por tal motivo se empezaron a crear a lo largo y ancho del país organizaciones opositoras tales como el Club de Obreros Anitirreeleccionista. Los estudiantes por su parte se manifestaron abiertamente ante la reelección pero los levantamientos fueron sofocados rápidamente por parte de la policía, varios líderes como Daniel Cabrera fueron arrestados. Se reprimió enérgicamente a la oposición de tal manera que se concurrió a elecciones teniendo como único opositor al candidato independiente Nicolás Zuñiga y Miranda quien se caracterizaría por sus continuas participaciones en los comicios como candidato independiente hasta la segunda década del siglo XX.

## Resultados Electorales

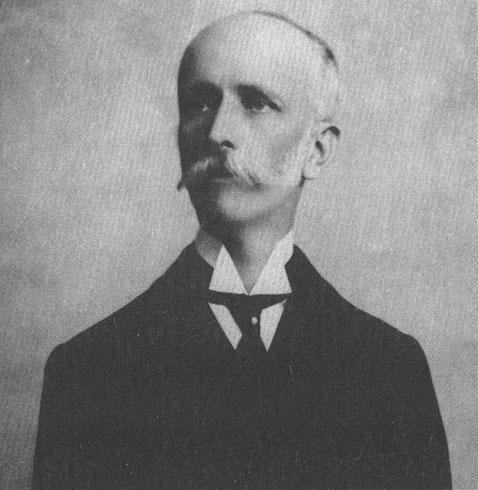
José Yves Limantour fue el fundador de la Unión Liberal denominada,también Partido Científico la cual apoyaría la candidatura del presidente Díaz.

### Presidente
|  | 99.87 % |

|  | 0.12 % |

|  | 100.00 % |